# С. Махинда

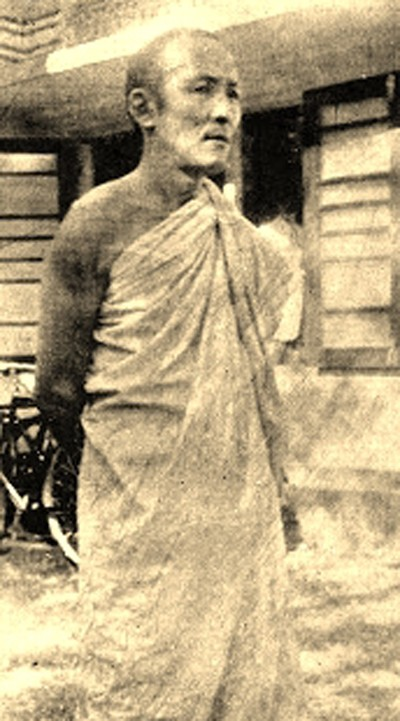

Махинда (также С. Махинда; ок. 1901, Гангток, королевство Сикким — 16 мая 1951, Цейлон) — сиккимский буддийский монах. Он был поэтом и переводчиком и активно участвовал в движении за независимость Шри-Ланки. Хотя он был из Сиккима, но называл себя тибетцем — по-видимому, по причине того, что Тибет был более известен на Цейлоне (как до 1972 года называлась Шри-Ланка).
Махинда прибыл на Цейлон в молодом возрасте и был посвящён там в сан буддийского монаха. Выучив сингальский язык, он стал поэтом, создав несколько литературных произведений, вдохновлявших цейлонцев на патриотическое движение и призывавших их бороться за свою свободу. В настоящее время он считается национальным героем Шри-Ланки.

## Молодость
Махинда родился около 1901 года в Сиккиме и при рождении был назван Пемпа Тендупи Серки Черин. Его семья жила в Гангтоке, столице Сиккима. У него было три брата; первый позже стал преподавателем Университета Калькутты, второй стал премьер-министром чогьяла, а третий — буддийским монахом. Их старшего сводного брата, который заботился о семье после смерти их отца, звали Кази Дава Самдуп. Его друг детства Таши Намгьял позже станет королём Сиккима. Махинда использовал его имя в качестве псевдонима на Шри-Ланке, что привело к убеждению, что это было его настоящее имя.
Серки получил стипендию на сумму шесть рупий в год, чтобы изучать буддизм на Цейлоне, и прибыл туда в 1912 или 1914 году. В то время страна была британской колонией. Сикким Пуннаджи, его старший брат, который уже был буддийским монахом, сопровождал его. 

## Буддийское монашество и жизнь на Цейлоне
Два брата поселились в храме в Полгасдуве на юге Цейлона и изучали буддизм под руководством монаха по имени Гнаналока. Затем Махинда был направлен в монашеское училище Видудайя Пиривена в Марадане (пригороде Коломбо) и в местной школе был допущен к изучению английского языка. После этого он вернулся в храм в Полгасдуве, где изучал сингальский язык и язык пали. С началом Первой мировой войны его наставник Гнаналока, гражданин Германии, был арестован. Его брат Сикким Пуннаджи также, кажется, умер примерно в это время, тогда как сам он был дважды интернирован правительством.
Позже он вступил в послушники монашеского общества Амарапура Никайя с именем «Сикким Махинда», хотя сам он произносил своё имя как «С. Махинда». Он вновь вступил в послушники, уже общества Шьямопали Никайя (Сиам Никая), 16 июня 1930 года и получил сан упасампада («близкий к аскету»; означает становление человека именно монахом, а не послушником) в том же году. Он называл себя тибетцем — по-видимому, по той причине, что Тибет был более известен на Цейлоне и считался одной из главных буддийских стран в Азии. Махинда впоследствии был преподавателем в Наландском колледже, Коломбо, с 1934 по 1936 год.

## Литературная деятельность и национализм
С. Махинда вскоре стал свободно говорить на сингальском языке и получил известность как поэт и автор. Он написал более 40 книг, большинство из которых были сборниками стихотворений, вдохновлявших на патриотическую борьбу. Его первая книга называлась Ova Muthu Dama (синг. ඔවා මුතු දම), она была написана около 1921 года. Его последней книгой, как полагают, была Sri Pada (синг. ශ්‍රී පාද). Ряд его произведений, как считается, не был опубликован. В своих работах он писал в основном о былом величии страны и слабостях её жителей в настоящее время, призывая их делать всё возможное, чтобы добиться свободы. Он также написал несколько книг для детей, и в них тоже пытался вдохновить читателей на патриотическую борьбу.
Его самые известные произведения:
- Nidahase Dehena (синг. නිදහසේ දැහැන),
- Nidahase Manthraya (синг. නිදහසේ මන්ත්‍රය),
- Lanka Matha (синг. ලංකා මාතා),
- Jathika Thotilla (синг. ජාතික තොටිල්ල),
- Ada Lak Mawage Puttu (синг. අද ලක් මවගේ පුත්තු),
- Nidahasa (синг. නිදහස),
- Videshikayakugen Lak Mawata Namaskarayak (синг. විදේශිකයකුගෙන් ලක් මවට නමස්කාරයක්),
- Sinhala Jathiya (синг. සිංහල ජාතිය).

Он также был членом Общества трезвости, бывшего во многом основой движения за независимость Шри-Ланки. После обретения страной независимости в 1948 году он был признан национальным героем за его литературные произведения, вдохновлявшие движение за независимость. Он умер 16 марта 1951 года.